# باركلاند (فلم)
باركلاند  (بالإنجليزية: Parkland) هو فيلم دراما تم إنتاجه في الولايات المتحدة وصدر في سنة 2013. الفيلم من إخراج بيتر لاندزمان وكتابة توم هانكس وبيل باكستون. من بطولة جيمس بادج ديل وزاك إيفرون وجاكي إيرل هالي وكولن هانكس وديفيد هاربر. يتحدث عن قصة مقتل جون كنيدي الحقيقية

## الممثلون والشخصيات
- جيمس بادج ديل
- زاك إيفرون
- جاكي إيرل هالي
- كولن هانكس
- ديفيد هاربر
- مارسيا غاي هاردن
- رون ليفينغستون
- جيريمي سترونج (بدور: لي هارفي أوزوالد)
- بيلي بوب ثورنتون

## الميزانية والإيرادات
بلغت تكلفة إنتاج الفيلم حوالي 10 ملايين دولار بينما حقق أرباحا تقدر بـ 1,412,181 دولار.

## وصلات خارجية
- مقالات تستعمل روابط فنية بلا صلة مع ويكي بيانات

لا توجد روابط لمواقع التواصل الاجتماعي.